# Adoretus simplex
Adoretus simplex är en skalbaggsart som beskrevs av Sharp 1878. Adoretus simplex ingår i släktet Adoretus och familjen Rutelidae. Inga underarter finns listade i Catalogue of Life.